# Ozeanisches Plateau

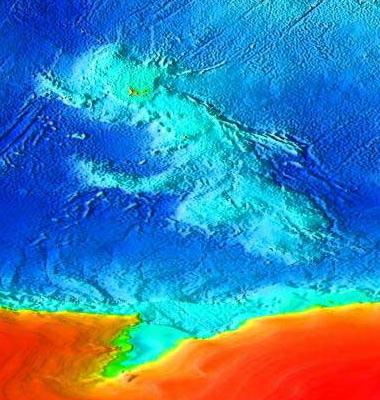
Höhenmodell des Ozeanbodens des südlichen Indischen Ozeans mit dem Kerguelen-Plateau, das mit den Kerguelen bis zur Meeresoberfläche aufragt.

Ein Ozeanisches Plateau (auch Ozeanplateau, Submarines Plateau oder Untermeerisches Plateau) ist ein ausgedehntes, verhältnismäßig ebenes Gebiet, das sich deutlich (mindestens 200 m) über den Ozeanboden erhebt. Es handelt sich in der Regel um Zeugnisse von großen magmatischen Ereignissen, die durch den Austritt großer Mengen basaltischer Lava am Meeresboden erzeugt wurden. Ihre geologischen Gegenstücke auf den Kontinenten sind magmatische Großprovinzen (engl. Large Igneous Province, entstanden durch Flutbasalte), so etwa der Dekkan-Trapp in Indien oder die Basalte der Snake River Plain in den Vereinigten Staaten.
Von den Ozeanischen Plateaus im eigentlichen Sinne zu unterscheiden sind Schelfplateaus, die aus abgerifteter, ausgedünnter kontinentaler Kruste bestehen. Dazu gehören unter anderem Zealandia oder das Rockall-Plateau.

## Bedeutung
Da ozeanische Plateaus eine geringere Dichte als der umgebende Ozeanboden besitzen, könnten sie ein Übergangsstadium zu kontinentaler Kruste darstellen. Die Dichteunterschiede entstehen durch den unterschiedlichen Anteil der verschiedenen Minerale, die am Aufbau der Gesteine beteiligt sind. Kontinentale Kruste besitzt im Mittel den höchsten Anteil felsischer (feldspat- und quarzreicher) Gesteine, während ozeanische Kruste zu einem deutlich größeren Teil aus mafischen Gesteinen besteht. Die Gesteine ozeanischer Plateaus sind felsischer als normale ozeanische Kruste, aber noch mafischer als kontinentale Kruste.
Bei einer Kollision eines Kontinentalblocks mit einem ozeanischen Plateau wird möglicherweise ein bedeutender Teil des ozeanischen Plateaus nicht subduziert, sondern an den Kontinentalblock angeschweißt. Es kommt zur sogenannten Akkretion. Ozeanische Plateaus könnten daher eine bedeutende Rolle für das derzeit angenommene Wachstum von Kontinenten einnehmen.

## Liste von Ozeanplateaus
- Agulhas-Plateau[2] (Südwest-Indik)
- Karibisch-Kolumbianisches Plateau (Karibik)
- Exmouth-Plateau (Indik)
- Hikurangi-Plateau (Südwest-Pazifik)
- Kerguelen-Plateau (Indik)
- Manihiki-Plateau (Südwest-Pazifik)
- Mascarene-Plateau (Indik)
- Naturaliste-Plateau (Indik)
- Ontong-Java-Plateau (Südwest-Pazifik)
- Shatsky Rise (Nord-Pazifik)
- Vøring-Plateau (Nord-Atlantik)
- Wrangellia-Terran (Nordost-Pazifik)
- Yermak-Plateau (Arktischer Ozean)